# Uetersen

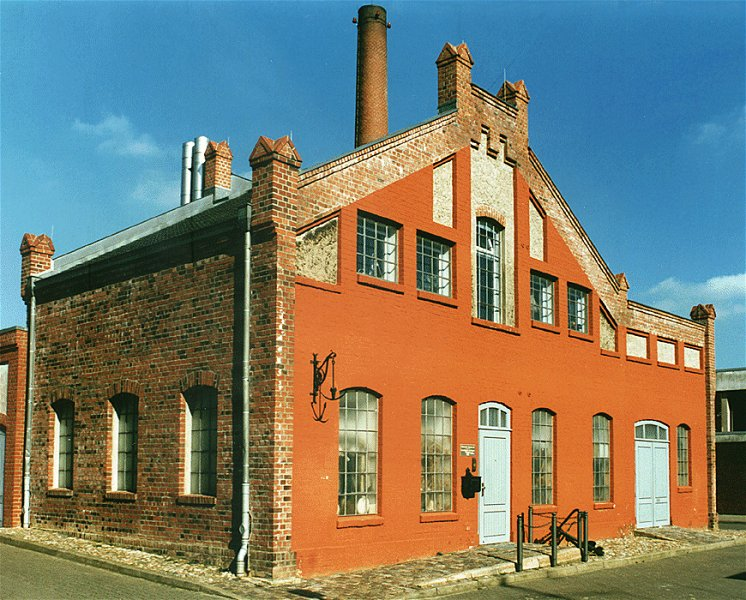
Museo de Uetersen.

Uetersen (pronunciación en alemán: /ˈyːtɐzn̩/ⓘ) es una ciudad alemana en el estado de Schleswig-Holstein y que corresponde a la capital del Distrito de Pinneberg.
Los ríos Pinnau tienen su fuente en Uetersen. Uetersen cae dentro del eje norte de expansión metropolitana de Hamburgo.
- Wikimedia Commons alberga una galería multimedia sobre Uetersen.

- Datos: Q1404
- Multimedia: Uetersen / Q1404